# Взятие Баязета (1854)
Взятие Баязета — военная операция, проведённая в июле 1854 года Эриванским отрядом под командованием генерала Врангеля на левом фланге кавказского театра военных действий во время Крымской войны. Закончилось разгромом турецких войск на Чингильских высотах и взятием турецкой крепости Баязет.

## Стратегическая ситуация
После разгрома турецких войск на правом фланге русских войск в сражении на реке Чолок генерал В. О. Бебутов приказал генералу К. К. Врангелю начать наступление в направлении Баязета.
В конце мая русский отряд сосредоточился на правой стороне Аракса, кавалерия оставалась у Игдыря, на дороге, ведущей из Баязета, чрез Оргов, в Эриванскую губернию. Со стороны турок, Баязетский отряд, состоял из 9 тыс. пехоты и 7 тыс. кавалерии; кроме того, турки ожидали подкрепления из нескольких тысяч человек из Вана. Генерал Врангель, несмотря на значительное превосходство турецких войск в силах, решился атаковать, чтобы защитить от вторжения турецких войск границу, которую, трудно было прикрыть на всех пунктах.
16-го (28-го) июля, русские войска выступили из Игдыря в 8 часов вечера, чтобы скрыть наше движение от турок и предупредить их на перевале через горы. Отряд имел при себе: четырёхдневный запас провианта; все патронные и зарядные ящики; казённые повозки для больных и раненых; артельные повозки по, одной на роту; маркитантские арбы и телеги; порционный скот и вьюки с офицерскими вещами. В составе отряда были 5 батальонов и 16 сотен иррегулярной кавалерии, всего 3865 человек пехоты и 1574 человека кавалерии, с 12-ю орудиями.

## Сражение на Чингильских высотах

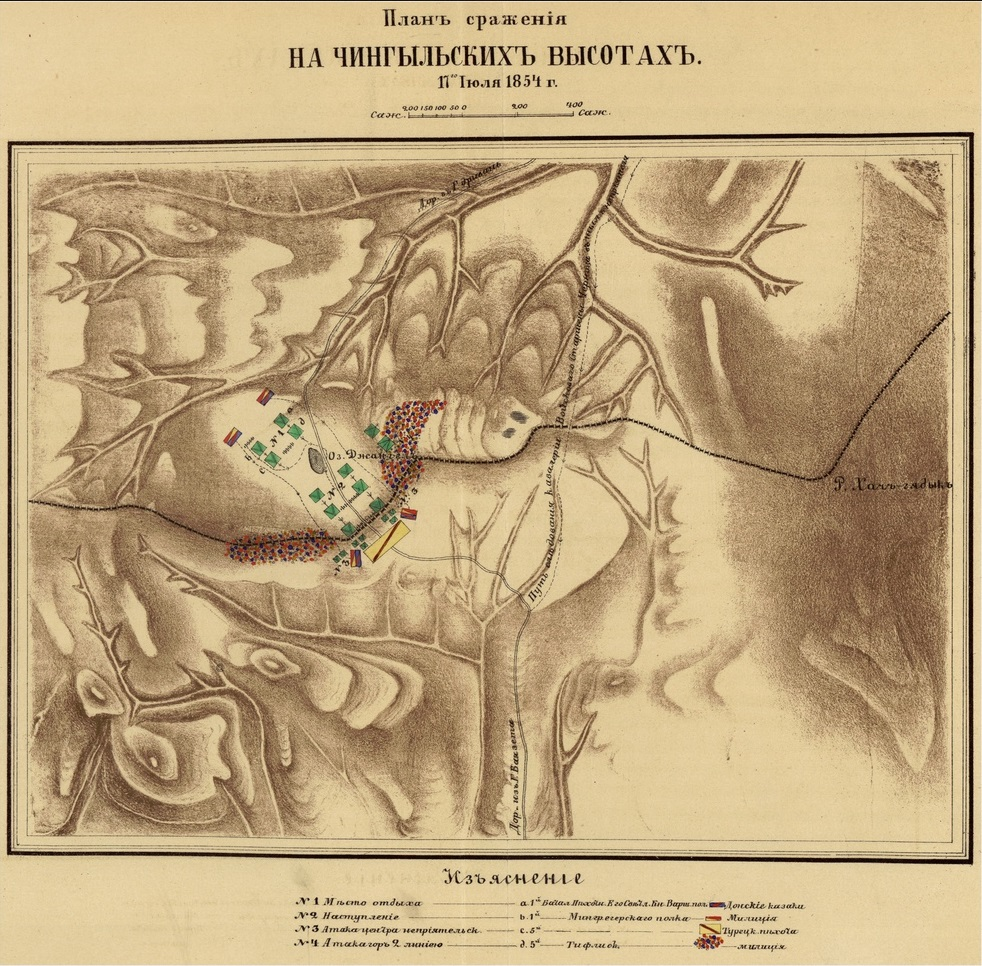
План сражения на Чингильских высотах

17(28) июля русские войска собрались у озера Джангела в составе 4 батальона, 12 сотен кавалерии и 8 орудий лёгкой 7-й батареи, всего же до 1,700 чел. пехоты и 1,200 чел. кавалерии. (2-й батальон Ширванского полка, 4 орудия 5-й батареи, две сотни кавалерии и вес лёгкий обоз, под командою полковника Алтухова, были оставлены в двух верстах не доходя перевала, на случай отступления).
Турецкие войска занимали сильную позицию: поперёк ущелья между скалистыми хребтами стояли 4 орудия и позади их 5 батальонов, из которых 3 средние были развёрнуты, а фланговые построены в каре; за пехотой, на южном спуске перевала, находилось более 5 тысяч башибузуков и прочей иррегулярной кавалерии; впереди позиции, на высотах, огибавших расположение русских войск, было рассыпано до 2-х тысяч стрелков. Генерал Врангель решился атаковать неприятельскую позицию теми войсками, которые были у него под рукою; а полковнику Алтухову, тогда находившемуся с резервом в версте позади боевых линий, приказал наблюдать за турками, спускавшимися в тыл нашему отряду. Приняв во внимание, что главную силу неприятеля составляла пехота, которая не могла быть существенно поддержана слишком растянутыми по горным вершинам иррегулярными войсками начальник отряда решил атаковать неприятельскую позицию в центре, причём наступление под выстрелами занимавших горы турок не было так дерзко, как казалось, потому что иррегулярные войска их, вооружённые плохими ружьями, не могли нанести нам больного вреда, а сами подвергались опасности быть отрезанными от пути, ведущего на Карабулах в Баязет.
Генерал Врангель, приказав открыть огонь из 4-х орудий первого дивизиона 7-й батареи, поставленных вправо перед болотом, на небольшом возвышении, построил пехоту в две линии, приказал оставить ранцы на месте и повёл первую линию на центр неприятеля, по узкому пространству между болотистым озером и лежащими высотами: впереди, под прикрытием стрелковой цепи, 5-й батальон Тифлисского егерского полка, в ротных колоннах, прошёл мимо озера и развернулся влево от дороги, так что две ротные колонны стали впереди, а одна в 50 шагах за их интервалом; потом 2-й дивизион 7-й батареи, выехав рысью, принял вправо и открыл огонь; 5-й батальон Мингрельского егерского полка, также в ротных колоннах, стал ещё правее, оставляя место для 1-го дивизиона 7-й батареи, который пристроился на рысях к 2-му дивизиону; 1-е батальоны Мингрельского егерского и Ширванского пехотного полков, пройдя между озером и горами, расположились во второй линии. Первою линиею пехоты командовал полковник Цумпфорт, а второй полковник Шликевич.
За второю линией следовала кавалерия, построенная в колоннах лавами: на правом фланге, по горным покатостям, есаул Стенюкин, с двумя сотнями Донского 23-го полка, сотнею мусульманского 4-го полка и сотнею Куртин, а на левом, левее озера, полковник Хрещатицкий, с тремя сотнями донского 23-го полка, двумя сотнями бекской дружины и одною сотнею мусульманского полка. Турки встретили русские войска сильнейшим ружейным огнём и канонадою, первая ядрами и потом картечью. Шедший в голове общей колонны, 5-й батальон Тифлисских егерей в четверть часа потерял убитыми и ранеными более ста человек. Как только русская линия сблизилась с турками, раздался барабанный бой, и русские пошли в штыковую атаку. Одновременно с ударом пехоты в штыки, казаки, выскакав во весь карьер на фланги первой линии, бросились на неприятельские орудия и батальоны. Успех рукопашного боя был решён в несколько минут, и потому вторая линия пехоты не успела принять участия в деле. Турецкие артиллеристы и передние люди пехоты пали под штыками и пиками; прочие же обратились в бегство, бросая ружья. Турецкая кавалерия намеревалась выручить свою пехоту, но, увлечённая бегущими и смешавшись с ними, была опрокинута в глубокий овраг, лежащий за центром турецкой позиции. Здесь генерал Врангель остановил пехоту и поручил дальнейшее преследование кавалерии, под командою полковника Хрещатицкого. Часть Турок бросилась по дну оврага вправо и рассеялась; другие поднялись на противоположную его покатость и по склону, по которому спускается дорога к Баязету; их преследовали казаки и беки Хрещатицкого, к которым присоединился и отряд Чернова, спустившийся с перевала, как только неприятель был сбит с позиции. Русские гнали и рубили турок на протяжении почти шести вёрст, до сел. Карабулаха, и остановилась только по изнурению лошадей. Когда первая линия русской пехоты отошла назад к своей артиллерии, а кавалерия получила приказание прекратить преследование, генерал Врангель направил против неприятеля, занимавшего левую гору, из второй линии, три роты 1-го батальона Ширванского пехотного полка и одну роту Мингрельского егерского полка, которые, прикрывшись стрелками, с нескольких сторон полезли на кручу; по мере того, как они подымались, турки отступали вверх, и наконец собрались в густой толпе на вершине горы; некоторые из них продолжали стрелять из-за камней. Когда же все четыре роты взошли на высоту, турки стали бросать оружие и сдаваться.
Сражение, начавшееся в час пополудни, окончилось в три часа. Русские захватили 4 орудия, 6 знамён и 17 значков, 370 пленных и множество разного оружия и лошадей. До двух тысяч убитых и раненых турок лежало на месте сражения и по дороге к Карабулаху. Весь Баязетский корпус совершенно рассеялся. С русской стороны в пехоте и донских полках убито: обер-офицер 1, нижних чинов 56; ранено и контужено: штаб-офицер 1, обер-офицеров 14, нижних чинов 262; в милиции убито и ранено 70 и разбежалось более 200 человек. Сам Врангель был легко ранен, но оставался при своих войсках. В награду за победу на Чингильских высотах генерал барон Врангель пожалован орденом Св. Георгия 3-й степени; его сын, поручик Тифлисского егерского полка, взявший с боя неприятельское знамя, получил тот же орден 4-й степени.

## Занятие Баязета
Ближайшим последствием сражения на Чингильских высотах было занятие, 19-го (31-го) июля, города Баязета, откуда остатки неприятельского корпуса, в числе 2-х тысяч человек, бежали в Ван. В Баязете найдено: 3 орудия, одно знамя, большие запасы пороха, 2,5 миллиона патронов и значительное количество провианта. Вместе с тем, нанесён серьёзный удар английской торговле с Персиею. Караваны из Трапезунда и Эрзерума в Тавриз, главный город Азербайджана, ходят чрез Дохарскую теснину, близ Баязета. Вскоре выяснилась важность этого пункта: несколько казачьих сотен перехватили между Баязетом и Диадином караван в 2325 лошадей и верблюдов, ценность которого простиралась до 8-ми миллионов пиастров (более миллиона рублей серебром).